# شیمیزو
شیمیزو (به ژاپنی: 清水建設) شرکت املاک و مستغلات ژاپنی است، که در زمینه ساخت‌وساز، مهندسی عمران، طراحی و معماری املاک مسکونی، اداری و تجاری، همچنین احداث زیرساخت‌های شهری، صنعتی و توسعه املاک و مستغلات فعالیت می‌کند.
شرکت شیمیزو در سال ۱۸۰۴ توسط کیسوکه شیمیزو راه‌اندازی شد. از پروژه‌های تکمیل‌شده این شرکت می‌توان به: ورزشگاه ملی یویوگی، فرودگاه چانگی سنگاپور، فرودگاه هانه‌دا، فرودگاه بین‌المللی اوزاکا، ساختمان مرکزی نیپون تلویژن، برج سانشاین۶۰، ساختمان مرکزی میزوهو بانک، ورزشگاه شیزوئوکا و ابرشهر هرمی شیمیزو اشاره نمود.
دفتر مرکزی این شرکت در منطقه چوئو شهر توکیو قرار دارد و بخشی از سهام آن در بازارهای بورس توکیو، بورس ناگویا و بورس اوساکا معامله می‌شود.
مستر تراست بانک با ۴٫۱ درصد و ژاپن تراستی سرویس بانک با در اختیار داشتن ۴٫۱ درصد از سهام شیمیزو، بزرگترین سهام‌داران آن به‌شمار می‌آیند.